# Interpretatio Graeca
Interpretatio Graeca is de interpretatie of syncretisme van niet-Griekse goden en mythen als Griekse goden. Soms is dit verschil subtiel, soms zijn de namen onherkenbaar anders. Interpretatio Romana is een vergelijkbaar proces vanuit Romeins perspectief. Het ging er in beide gevallen, dus in het oude Griekenland en in het Romeinse Rijk, om de goden van de volkeren, die barbaren werden genoemd te laten assimileren met de eigen goden.

## Vergelijking
Er werden in de klassieke oudheid veel verschillende goden aanbeden, zowel in Griekenland als in het Romeinse Rijk. Hieronder volgt een vergelijking van namen uit de Griekse en de Romeinse mythologie. Zij staan er in het Latijn en in het Oudgrieks.

### Pantheon
De goden die binnen een cultuur, binnen een samenleving, werden aanbeden bij elkaar worden met pantheon aangeduid. 
| Romeinse godheid | Griekse godheid                | Griekse godheid | Griekse godheid |
| Romeinse godheid | Latijnse naam                  | Griekse naam    | transcriptie    |
| ---------------- | ------------------------------ | --------------- | --------------- |
| Apollo           | (Phoebus) Apollo               | Φοῖβος Ἀπόλλων  | Phoîbos Apóllōn |
| Ceres            | Demeter                        | Δημήτηρ         | Dēmḗtēr         |
| Diana            | Artemis                        | Ἄρτεμις         | Ártemis         |
| Juno             | Hera                           | Ἥρα             | Hḗra            |
| Jupiter          | Zeus                           | Ζεύς            | Zeús            |
| Mars             | Ares                           | Ἄρης            | Árēs            |
| Mercurius        | Hermes                         | Ἑρμῆς           | Hermês          |
| Minerva          | Pallas Athena of alleen Athena | Παλλὰς Ἀθηνᾶ    | Pallàs Athēnâ   |
| Neptunus         | Poseidon                       | Ποσειδῶν        | Poseidôn        |
| Venus            | Aphrodite                      | Ἀφροδίτη        | Aphrodítē       |
| Vesta            | Hestia                         | Ἑστία           | Hestía          |
| Vulcanus         | Hephaestus                     | Ἥφαιστος        | Hḗphaistos      |

### Andere goden
| Romeins         | Grieks            | Grieks           | Grieks               |
| Romeins         | Latijnse spelling | Griekse spelling | Griekse schrijfwijze |
| --------------- | ----------------- | ---------------- | -------------------- |
| Bacchus         | Dionysus          | Dionusos         | Διόνυσος             |
| Coelus          | Uranus            | Ouranos          | Οὐρανός              |
| Cupido of Amor  | Eros              | Eroos            | Ἔρως                 |
| Cybele          | Rhea              | Rhea             | Ῥέα                  |
| Salus           | Hygieia           | Hygieia          | Ὑγίεια               |
| Latona          | Leto              | Leto             | Λητώ                 |
| Pluto           | Hades             | Haides           | Ἅιδης                |
| Proserpina      | Persephone        | Persephone       | Περσεφόνη            |
| Saturnus        | Cronus            | Kronos           | Κρόνος               |
| Discordia       | Eris              | Eris             | Ἔρις                 |
| Tellus of Terra | Gaea              | Gaia             | Γαῖα, Γῆ             |

### Titanen
| Grieks            | Grieks           | Grieks               |
| Latijnse spelling | Griekse spelling | Griekse schrijfwijze |
| ----------------- | ---------------- | -------------------- |
| Oceanus           | Okeanos          | Ὠκεανός              |
| Hyperion          | Hyperion         | Ὑπερίων              |
| Polus of Coeus    | Koios            | Κοῖος                |
| Cronus            | Kronos           | Κρόνος               |
| Iapetus           | Iapetos          | Ίαπετός              |
| Crius             | Crios            | Κρίος                |
| Thetys            | Thetys           | Τηθύς                |
| Dione             | Theia            | Θεία                 |
| Phoebe            | Phoibe           | Φοίβη                |
| Rhea              | Rhea             | Ῥέα                  |
| Mnemosyne         | Mnemosyne        | Μνημοσύνη            |
| Themis            | Themis           | Θέμις                |

### Sterfelijken en halfgoden
| Latijn   | Grieks            | Grieks                 | Grieks                 |
| Latijn   | Latijnse spelling | Griekse spelling       | Griekse schrijfwijze   |
| -------- | ----------------- | ---------------------- | ---------------------- |
| Hercules | Heracles          | Herakles               | Ἡρακλῆς                |
|          | Peleus            | Peleus                 | Πηλεύς                 |
|          | Theseus           | Theseus                | Θησεύς                 |
| Oedipus  | Oedipus           | Oidipous               | Οἰδίπους               |
| Jason    | Iason             | Iasoon                 | Ἰάσων                  |
| Penelope |                   | Penelope of Penelopeia | Πηνελόπη of Πηνελόπεια |

## Etymologie
- Zeus - Jupiter: Dit namenpaar lijkt in eerste instantie totaal niet op elkaar, maar schijn bedriegt. Bedenk, dat het hier om de oppergod in het pantheon gaat: Ζεὺς πατήρ, Zeùs patē’r, vader Zeus. De 'Z' van Zeus werd ook in het Oudgrieks waarschijnlijk als 'Dz' uitgesproken, gezien bijvoorbeeld de verbuiging van Zeus: Διός, Diós.